# Bukurešťská univerzita
Bukurešťská univerzita (rumunsky: Universitatea din București) je veřejná výzkumná univerzita v rumunském hlavním městě Bukurešti. Byla založena roku 1864 vládcem Spojených knížectví Valašska a Moldávie Alexandrem Ioanem Cuzou, a je tak druhou nejstarší v Rumunsku. Za komunistického režimu univerzita krátce nesla jméno Constantina Iona Parhona. Na Univerzitním náměstí, kde stojí hlavní budova, se konala řada protestů během rumunské revoluce v roce 1989. Přímo na univerzitě měly jádro protikomunistické protesty v dubnu až červnu 1990. Rektor univerzity Emil Constantinescu byl v roce 1996 zvolen prezidentem Rumunska. Univerzita je rozčleněna na 19 fakult. Studuje na ní okolo 32 tisíc studentů. Univerzita nemá klasický kampus a je roztroušena po různých místech Bukurešti (podobně jako například univerzita pražská). Ke známým absolventům univerzity patří biolog a nositel Nobelovy ceny George Emil Palade, biolog Nicolae Paulescu, filozof Emil Cioran, religionista Mircea Eliade, spisovatelé Mihail Sadoveanu a Mircea Cărtărescu, ekonom Nicholas Georgescu-Roegen, informatik Grigore Moisil, premiéři Victor Ponta a Radu Vasile nebo fyzik Albert-László Barabási. Podle QS World University Rankings 2024 je Bukurešťská univerzita druhou nejkvalitnější v Rumunsku, osmnáctou ve východní Evropě a 277. v Evropě.